# Tomás Maya
Tomás Maya Giraldo (Medellín, 12 settembre 1996) è un calciatore colombiano, difensore svincolato.

## Carriera
Ha giocato nella massima serie colombiana.

## Statistiche

### Presenze e reti nei club
Statistiche aggiornate al 20 febbraio 2022.
| Stagione              | Squadra               | Campionato            | Campionato | Campionato | Coppe nazionali | Coppe nazionali | Coppe nazionali | Coppe continentali | Coppe continentali | Coppe continentali | Altre coppe | Altre coppe | Altre coppe | Totale | Totale |
| Stagione              | Squadra               | Comp                  | Pres       | Reti       | Comp            | Pres            | Reti            | Comp               | Pres               | Reti               | Comp        | Pres        | Reti        | Pres   | Reti   |
| --------------------- | --------------------- | --------------------- | ---------- | ---------- | --------------- | --------------- | --------------- | ------------------ | ------------------ | ------------------ | ----------- | ----------- | ----------- | ------ | ------ |
| 2016                  | Atlético Nacional     | A                     | 17         | 0          | CC              | 1               | 0               | CL+CS              | 0                  | 0                  |             | -           | -           | 18     | 0      |
| 2017                  | Itagui Leones         | B                     | 10         | 0          | CC              | 3               | 0               |                    | -                  | -                  |             | -           | -           | 13     | 0      |
| 2018                  | Deportivo Pasto       | A                     | 8          | 0          | CC              | 0               | 0               |                    | -                  | -                  |             | -           | -           | 8      | 0      |
| 2018                  | Atlético Huila        | A                     | 5          | 0          | CC              | 0               | 0               |                    | -                  | -                  |             | -           | -           | 5      | 0      |
| 2019                  | Atlético Huila        | A                     | 9          | 0          | CC              | 2               | 0               |                    | -                  | -                  |             | -           | -           | 11     | 0      |
| Totale Atlético Huila | Totale Atlético Huila | Totale Atlético Huila | 14         | 0          |                 | 2               | 0               |                    | -                  | -                  |             | -           | -           | 16     | 0      |
| 2019                  | Santa Fe              | A                     | 5          | 0          | CC              | 1               | 0               |                    | -                  | -                  |             | -           | -           | 6      | 0      |
| 2020                  | Cúcuta Deportivo      | A                     | 5          | 0          | CC              | 0               | 0               |                    | -                  | -                  |             | -           | -           | 5      | 0      |
| 2020                  | Envigado              | A                     | 9          | 1          | CC              | 0               | 0               |                    | -                  | -                  |             | -           | -           | 9      | 1      |
| 2021                  | Deportivo Pasto       | A                     | 10         | 0          | CC              | 0               | 0               | CS                 | 2                  | 0                  |             | -           | -           | 12     | 0      |
| Totale carriera       | Totale carriera       | Totale carriera       | 78         | 1          |                 | 7               | 0               |                    | 2                  | 0                  |             | -           | -           | 87     | 1      |